# 宜蘭縣政府文化局
宜蘭縣政府文化局（英語：Cultural Affairs Bureau of Yilan County Government，簡稱：宜蘭縣文化局），前身為宜蘭縣立文化中心，是中華民國宜蘭縣政府所屬的一級行政機關，專責推動宜蘭縣各項藝術文化事業與文化資產保護，也是宜蘭國際童玩節的承辦機關。

## 沿革[3]
- 1979年5月：籌設宜蘭縣立文化中心
- 1984年5月：館舍完工落成啟用
- 2000年1月：改制為宜蘭縣政府文化局

## 組織[4]
- 局長
- 副局長
- 秘書

### 內部單位

#### 業務單位
- 文化發展及交流科
- 文學及圖書資訊科
- 視覺藝術科
- 表演藝術科
- 文化資產科
- 文化創意產業科

#### 輔助單位
- 行政科
- 會計室
- 人事室
- 政風室

### 附屬表演團隊
- 蘭陽戲劇團
- 蘭陽管樂團[5]
- 蘭陽兒童合唱團

### 二級機關[6]
- 宜蘭縣史館
- 蘭陽博物館

## 服務場館[7]
- 宜蘭演藝廳
- 台灣戲劇館[8]
- 宜蘭文學館
- 文化中心展覽室
- 文化中心圖書館
- 羅東文化工場[9]
- 宜蘭美術館

## 外部連結
- 宜蘭縣政府文化局
- 宜蘭縣政府文化局的Facebook專頁
- YouTube上的宜蘭縣政府文化局頻道